# Sun Xiang
Sun Xiang (förenklad kinesiska: 孙祥; traditionell kinesiska: 孫祥; pinyin: Sūn Xiáng; född den 15 januari 1982 i Shanghai) är en kinesisk professionell fotbollsspelare. Sedan 2010 spelare Xiang för den kinesiska klubben Shanghai SIPG i Chinese Super League. Xiang är tvillingbror med den kinesiska landslagsmannen Sun Ji. Den 20 februari 2007 blev Xiang den första kinesiska spelaren som deltagit i UEFA Champions League, detta gjorde han i en match med PSV Eindhoven mot Arsenal FC som slutade 1–0.

## Klubbkarriär

### Shanghai Shenhua
Sun Xiang spelade under sina ungdomsår i Shanghai Cable 02, klubben togs sedan över av Shandong Luneng. I början av säsongen 2002 flyttades han upp till A-laget tillsammans med sin tvillingbror, Sun Ji, där de båda snabbt etablerade sig i laget. Följande säsong spelade han in sig i startelvan som vänsterback och vann med laget titeln i Chinese Super League 2003. Följande säsonger fortsatte han att spela matcher för laget, vilket ledde till att mästarna i Holländska Eredivisie 2006, PSV Eindhoven blev intresserade av honom. 

### PSV Eindhoven
Sun åkte under 2006 tillsammans med sin tvillingbror, Sun Ji, till Holland för att provspela med PSV Eindhoven, PSV bestämde sig dock för att inte skriva kontrakt med duon. PSV ändrade sig efter ett tag och skrev ett låneavtal med Sun för den senare halvan av den Holländska säsongen 2006-2007.
Han gjorde sin debut för PSV den 17 februari 2007 mot Heracles Almelo, vilket gjorde Sun Xiang till den första kinesiska spelaren att spela i Eredivisie. Tre dagar senare blev han även den första kinesiska spelaren som deltagit i UEFA Champions League, detta gjorde han i en match mot Arsenal FC som slutade 1–0. När låneavtalet gick ut med Sun bestämdes det från PSV:s sida att man inte skulle förlänga avtalet.

### FK Austria Wien
Den 1 juli 2008 lånades Sun ut till österrikiska FK Austria Wien i Österrikiska Bundesliga under 1 år. Som i Eredivisie och Champions League blev han även den första kinesiska spelaren att spela i österrikiska Bundesliga. När låneperioden tog slut fick han inte nytt kontrakt med klubben vilket betydde att han skulle återvända till Shanghai och spela för dem i slutet av Chinese Super League 2009. 

### Guangzhou FC
Den 28 april 2010 skrev Sun på ett långtidskontrakt med den kinesiska klubben Guangzhou Evergrande, vilken nyligen hade degraderats från Chinese Super League till China League One i Kina. Han gjorde sin debut för klubben i China League One den 21 juli 2010, i en match mot Nanjing Yoyo FC som slutade 10–0 till Guangzhous favör. Den 18 september 2010 gjorde Sun sitt första mål för klubben, i en match mot Yanbian Baekdu Tigers FC som slutade 2–1 till Guangzhous favör. I slutet av säsongen hade Sun gjort 1 mål på 14 spelade matcher, laget slutade på en förstaplats i ligan och gick alltså återigen upp i Chinese Super League. Följande säsong investerade klubben mycket i nya spelare och vann titeln i Chinese Super League 2011.

## Karriärstatistik
| Säsong | Serie                   | Lag                  | Matcher | Mål |
| ------ | ----------------------- | -------------------- | ------- | --- |
| 2002   | Chinese Super League    | Shanghai Shenhua     | 25      | 2   |
| 2003   | Chinese Super League    | Shanghai Shenhua     | 25      | 2   |
| 2004   | Chinese Super League    | Shanghai Shenhua     | 20      | 0   |
| 2005   | Chinese Super League    | Shanghai Shenhua     | 22      | 3   |
| 2006   | Chinese Super League    | Shanghai Shenhua     | 15      | 2   |
| 06/07  | Eredivisie              | PSV Eindhoven        | 5       | 0   |
| 2007   | Chinese Super League    | Shanghai Shenhua     | 14      | 2   |
| 2008   | Chinese Super League    | Shanghai Shenhua     | 4       | 0   |
| 08/09  | Österrikiska Bundesliga | FK Austria Wien      | 19      | 2   |
| 2009   | Chinese Super League    | Shanghai Shenhua     | 11      | 2   |
| 2010   | China League One        | Guangzhou Evergrande | 15      | 1   |
| 2011   | Chinese Super League    | Guangzhou Evergrande | 25      | 1   |
| 2012   | Chinese Super League    | Guangzhou Evergrande | 25      | 0   |
| 2013   | Chinese Super League    | Guangzhou Evergrande | 23      | 1   |
| 2014   | Chinese Super League    | Guangzhou Evergrande | 23      | 0   |

### Landslagsmål
Matcher och resultat. Kinas mål visas först.
| Nr | Datum           | Arena    | Motståndare           | Mål | Resultat | Typ av match                                   |
| -- | --------------- | -------- | --------------------- | --- | -------- | ---------------------------------------------- |
| 1  | 19 juni 2005    | Changsha | Costa Rica            | 2-2 | 2-2      | Träningsmatch                                  |
| 2  | 31 juli 2005    | Daejeon  | Sydkorea              | 1-0 | 1-1      | Östasiatiska mästerskapet 2005                 |
| 3  | 11 oktober 2006 | Amman    | Palestina             | 2-0 | 2-0      | Kvalspelet till Östasiatiska mästerskapet 2007 |
| 4  | 22 juni 2008    | Sydney   | Australien            | 1-0 | 1-0      | Kvalspelet till världsmästerskapet 2010        |
| 5  | 6 oktober 2011  | Shenzhen | Förenade arabemiraten | 1-0 | 2-1      | Träningsmatch                                  |

## Meriter

### Inom klubblag
Shanghai Shenhua
- Chinese Jia-A League: 2003

PSV Eindhoven
- Eredivisie: 2006/2007

FK Austria Wien
- ÖFB-Cup: 2009

Guangzhou Evergrande
- Chinese Super League: 2011, 2012, 2013, 2014
- Chinese League One: 2010
- Chinese FA Cup: 2012
- Kinesiska supercupen: 2012

AFC Champions League: 2013

### Inom landslag
Kinas landslag
- Östasiatiska mästerskapet: 2005, 2010